# Qatar ExxonMobil Open 2000 - Qualificazioni singolare
Le qualificazioni del singolare  del Qatar ExxonMobil Open 2000 sono state un torneo di tennis preliminare per accedere alla fase finale della manifestazione. I vincitori dell'ultimo turno sono entrati di diritto nel tabellone principale. In caso di ritiro di uno o più giocatori aventi diritto a questi sono subentrati i lucky loser, ossia i giocatori che hanno perso nell'ultimo turno ma che avevano una classifica più alta rispetto agli altri partecipanti che avevano comunque perso nel turno finale.
Le qualificazioni del torneo Qatar ExxonMobil Open 2000 prevedevano 32 partecipanti di cui 4 sono entrati nel tabellone principale.

## Teste di serie
1. Thierry Guardiola (ultimo turno)
2. Andrej Stoljarov (ultimo turno)
3. Oliver Gross (ultimo turno)
4. Cyril Saulnier (ultimo turno)

1. Petr Luxa (Qualificato)
2. Andrej Čerkasov (Qualificato)
3. Cristiano Caratti (Qualificato)
4. Ivo Heuberger (Qualificato)

## Qualificati
1. Cristiano Caratti
2. Ivo Heuberger

1. Petr Luxa
2. Andrej Čerkasov

## Tabellone

### Legenda
| - Q = Qualificato - WC = Wild card - LL = Lucky loser | - ALT = Alternate - SE = Special Exempt - PR = Protected Ranking | - w/o = Walkover - r = Ritirato - d = Squalificato |

### Sezione 1
|  | Primo turno         | Primo turno         | Primo turno         | Primo turno | Primo turno |  |  | Secondo turno | Secondo turno     | Secondo turno     | Secondo turno     | Secondo turno     |   |   | Ultimo turno | Ultimo turno      | Ultimo turno      | Ultimo turno | Ultimo turno |  |
|  |                     |                     |                     |             |             |  |  |               |                   |                   |                   |                   |   |   |              |                   |                   |              |              |  |
|  |                     |                     |                     |             |             |  |  |               |                   |                   |                   |                   |   |   |              |                   |                   |              |              |  |
|  |                     |                     |                     |             |             |  |  | 1             | Thierry Guardiola | Thierry Guardiola | 6                 | 6                 |   |   |              |                   |                   |              |              |  |
|  | Peter Nyborg        | Peter Nyborg        | Peter Nyborg        | 7           | 7           |  |  |               | Peter Nyborg      | Peter Nyborg      | 3                 | 2                 |   |   |              |                   |                   |              |              |  |
|  | David Macpherson    | David Macpherson    | David Macpherson    | 5           | 65          |  |  |               |                   |                   |                   |                   |   |   | 1            | Thierry Guardiola | Thierry Guardiola | 5            | 68           |  |
|  | Nenad Zimonjić      | Nenad Zimonjić      | Nenad Zimonjić      | 6           | 6           |  |  |               |                   | 7                 | Cristiano Caratti | Cristiano Caratti | 7 | 7 |              |                   |                   |              |              |  |
|  | Mubarak Al Tobaishi | Mubarak Al Tobaishi | Mubarak Al Tobaishi | 1           | 0           |  |  |               | Nenad Zimonjić    | Nenad Zimonjić    | 1                 | 4                 |   |   |              |                   |                   |              |              |  |
|  | 7                   | Cristiano Caratti   | Cristiano Caratti   | 6           | 6           |  |  | 7             | Cristiano Caratti | Cristiano Caratti | 6                 | 6                 |   |   |              |                   |                   |              |              |  |
|  |                     | Olivier Delaître    | Olivier Delaître    | 3           | 3           |  |  |               |                   |                   |                   |                   |   |   |              |                   |                   |              |              |  |

### Sezione 2
|  | Primo turno        | Primo turno        | Primo turno        | Primo turno | Primo turno |  |  | Secondo turno | Secondo turno    | Secondo turno    | Secondo turno | Secondo turno |   |   | Ultimo turno | Ultimo turno     | Ultimo turno     | Ultimo turno | Ultimo turno |  |
|  |                    |                    |                    |             |             |  |  |               |                  |                  |               |               |   |   |              |                  |                  |              |              |  |
|  |                    |                    |                    |             |             |  |  |               |                  |                  |               |               |   |   |              |                  |                  |              |              |  |
|  |                    |                    |                    |             |             |  |  | 2             | Andrej Stoljarov | Andrej Stoljarov | 6             | 6             |   |   |              |                  |                  |              |              |  |
|  | Guillaume Marx     | Guillaume Marx     | Guillaume Marx     | 6           | 6           |  |  |               | Guillaume Marx   | Guillaume Marx   | 3             | 3             |   |   |              |                  |                  |              |              |  |
|  | Jan Frode Andersen | Jan Frode Andersen | Jan Frode Andersen | 4           | 2           |  |  |               |                  |                  |               |               |   |   | 2            | Andrej Stoljarov | Andrej Stoljarov | 3            | 5            |  |
|  | Tom Vanhoudt       | Tom Vanhoudt       | Tom Vanhoudt       | 6           | 6           |  |  |               |                  | 8                | Ivo Heuberger | Ivo Heuberger | 6 | 7 |              |                  |                  |              |              |  |
|  | Murphy Jensen      | Murphy Jensen      | Murphy Jensen      | 2           | 2           |  |  |               | Tom Vanhoudt     | Tom Vanhoudt     | 62            | 4             |   |   |              |                  |                  |              |              |  |
|  | 8                  | Ivo Heuberger      | Ivo Heuberger      | 6           | 6           |  |  | 8             | Ivo Heuberger    | Ivo Heuberger    | 7             | 6             |   |   |              |                  |                  |              |              |  |
|  |                    | Cyril Suk          | Cyril Suk          | 1           | 2           |  |  |               |                  |                  |               |               |   |   |              |                  |                  |              |              |  |

### Sezione 3
|  | Primo turno               | Primo turno               | Primo turno               | Primo turno | Primo turno |  |  | Secondo turno | Secondo turno      | Secondo turno      | Secondo turno | Secondo turno |   |   | Ultimo turno | Ultimo turno | Ultimo turno | Ultimo turno | Ultimo turno |  |
|  |                           |                           |                           |             |             |  |  |               |                    |                    |               |               |   |   |              |              |              |              |              |  |
|  |                           |                           |                           |             |             |  |  |               |                    |                    |               |               |   |   |              |              |              |              |              |  |
|  |                           |                           |                           |             |             |  |  | 3             | Oliver Gross       | 3                  | 6             | 6             |   |   |              |              |              |              |              |  |
|  | Mohammad Ghareeb          | Mohammad Ghareeb          | Mohammad Ghareeb          | 6           | 6           |  |  |               | Mohammad Ghareeb   | 6                  | 3             | 4             |   |   |              |              |              |              |              |  |
|  | Nasser-Ghanim Al Khulaifi | Nasser-Ghanim Al Khulaifi | Nasser-Ghanim Al Khulaifi | 3           | 0           |  |  |               |                    |                    |               |               |   |   | 3            | Oliver Gross | Oliver Gross | 2            | 0            |  |
|  | Aleksandar Kitinov        | Aleksandar Kitinov        | Aleksandar Kitinov        | 6           | 6           |  |  |               |                    | 5                  | Petr Luxa     | Petr Luxa     | 6 | 6 |              |              |              |              |              |  |
|  | Mohammed-Saadon Al Kawari | Mohammed-Saadon Al Kawari | Mohammed-Saadon Al Kawari | 0           | 0           |  |  |               | Aleksandar Kitinov | Aleksandar Kitinov | 1             | 2             |   |   |              |              |              |              |              |  |
|  |                           |                           |                           |             |             |  |  | 5             | Petr Luxa          | Petr Luxa          | 6             | 6             |   |   |              |              |              |              |              |  |
|  |                           |                           |                           |             |             |  |  |               |                    |                    |               |               |   |   |              |              |              |              |              |  |

### Sezione 4
|  | Primo turno   | Primo turno     | Primo turno     | Primo turno | Primo turno |  |  | Secondo turno | Secondo turno   | Secondo turno   | Secondo turno   | Secondo turno   |   |   | Ultimo turno | Ultimo turno   | Ultimo turno   | Ultimo turno | Ultimo turno |  |
|  |               |                 |                 |             |             |  |  |               |                 |                 |                 |                 |   |   |              |                |                |              |              |  |
|  |               |                 |                 |             |             |  |  |               |                 |                 |                 |                 |   |   |              |                |                |              |              |  |
|  |               |                 |                 |             |             |  |  | 4             | Cyril Saulnier  | Cyril Saulnier  | 6               | 6               |   |   |              |                |                |              |              |  |
|  | Ouassel Hared | Ouassel Hared   | Ouassel Hared   | 6           | 6           |  |  |               | Ouassel Hared   | Ouassel Hared   | 2               | 3               |   |   |              |                |                |              |              |  |
|  | Luke Jensen   | Luke Jensen     | Luke Jensen     | 4           | 2           |  |  |               |                 |                 |                 |                 |   |   | 4            | Cyril Saulnier | Cyril Saulnier | 1            | 64           |  |
|  | Chris Haggard | Chris Haggard   | 4               | 6           | 7           |  |  |               |                 | 6               | Andrej Čerkasov | Andrej Čerkasov | 6 | 7 |              |                |                |              |              |  |
|  | Andy Fahlke   | Andy Fahlke     | 6               | 4           | 64          |  |  |               | Chris Haggard   | Chris Haggard   | 3               | 2               |   |   |              |                |                |              |              |  |
|  | 6             | Andrej Čerkasov | Andrej Čerkasov | 6           | 6           |  |  | 6             | Andrej Čerkasov | Andrej Čerkasov | 6               | 6               |   |   |              |                |                |              |              |  |
|  |               | Björn Phau      | Björn Phau      | 4           | 4           |  |  |               |                 |                 |                 |                 |   |   |              |                |                |              |              |  |